# Rastrigin-Funktion

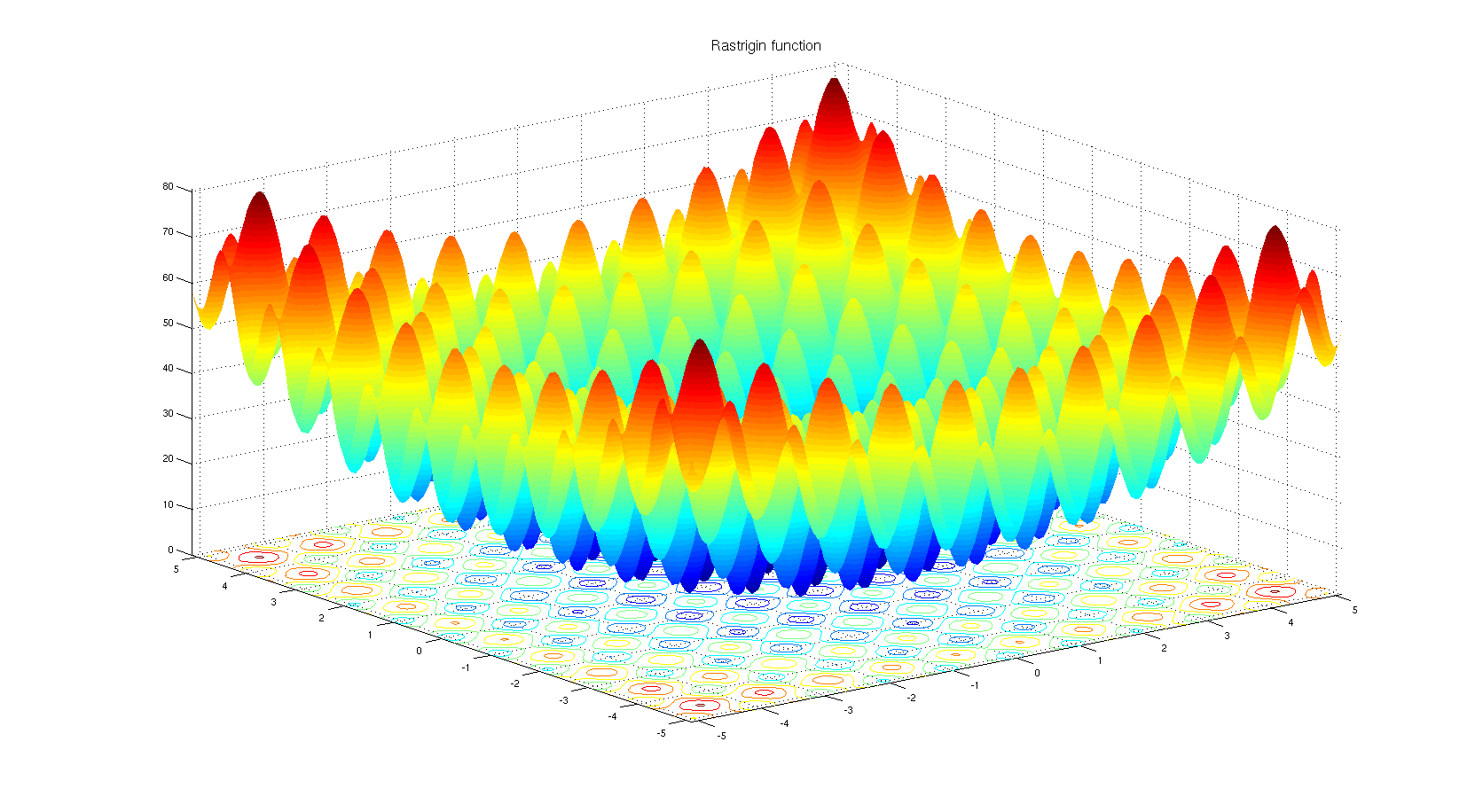
Plot der Rastrigin-Funktion in drei Dimensionen

Die Rastrigin-Funktion ist eine nichtkonvexe Funktion aus dem Bereich der mathematischen Optimierung. Die Rastrigin-Funktion wurde 1974 von Leonard A. Rastrigin als zweidimensionale Funktion vorgeschlagen und 1990 von Günter Rudolph auf höhere Dimensionen verallgemeinert. Die verallgemeinerte Version wurde durch Hoffmeister & Bäck sowie Mühlenbein et al. populär gemacht.

## Definition

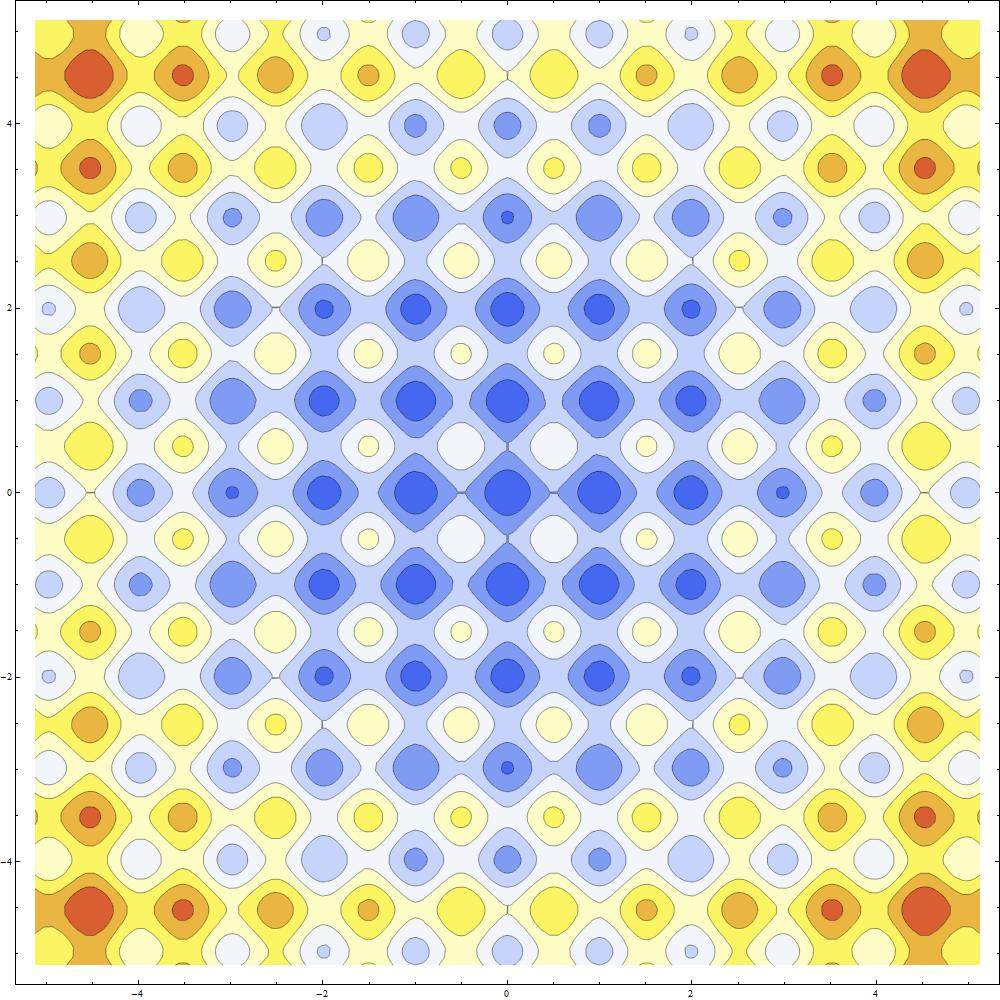
Konturplot der Rastrigin-Funktion

Die Rastrigin-Funktion ist durch
{\displaystyle f(\mathbf {x} )=An+\sum _{i=1}^{n}\left[x_{i}^{2}-A\cos(2\pi x_{i})\right]}
definiert, wobei {\displaystyle A=10} eine Konstante, {\displaystyle n} die Dimension und {\displaystyle {\mathbf {x} }=(x_{1},\ldots ,x_{n})} mit {\displaystyle x_{i}\in [-5.12,5.12]} ist.

## Verwendung
Die Rastrigin-Funktion ist ein typisches Beispiel einer nichtlinearen multimodalen Funktion. Sie wird zur Performanceanalyse von Optimierungsalgorithmen eingesetzt, wobei sie aufgrund ihres großen Suchraums und der hohen Anzahl lokaler Minima ein schweres Problem darstellt. Ihr globales Minimum befindet sich bei {\displaystyle \mathbf {x} =\mathbf {0} } mit {\displaystyle f(\mathbf {x} )=0}.